# Черкашин, Александр Александрович
Алекса́ндр Алекса́ндрович Черка́шин (род. 1953) — советский легкоатлет, специалист по бегу на короткие дистанции. Выступал на всесоюзном уровне в конце 1970-х — начале 1980-х годов, трёхкратный чемпион СССР в эстафете 4 × 100 метров, серебряный и бронзовый призёр Спартакиады народов СССР, победитель первенств всесоюзного значения. Представлял Москву и Вооружённые силы.

## Биография
Александр Черкашин родился в 1953 году. Занимался лёгкой атлетикой в Москве, выступал за Вооружённые силы.
Первого серьёзного успеха на всесоюзном уровне добился в сезоне 1979 года, когда на VII летней Спартакиаде народов СССР в Москве с московской командой стал вторым в эстафете 4 × 100 метров и третьим в эстафете 4 × 200 метров. Также в соответствующих дисциплинах завоевал золото и серебро разыгрывавшегося здесь чемпионата СССР.
В 1980 году на чемпионате СССР в Донецке выиграл бронзовую медаль в эстафете 4 × 100 метров.
В 1981 году в той же дисциплине одержал победу на чемпионате СССР в Москве.
На чемпионате СССР 1982 года в Киеве вновь победил в программе эстафеты 4 × 100 метров. Помимо этого на соревнованиях в Москве стал серебряным призёром в индивидуальном беге на 100 метров, установив свой личный рекорд — 10,41.